# 西班牙国家太空科技研究所
西班牙国家太空科技研究所（西班牙語：Instituto Nacional de Técnica Aeroespacial，简称INTA）是西班牙的国家航天机构， 成立于1942年，当时名称为国家航空研究所，其总部位于马德里附近的托雷洪-德阿尔多斯。

## 组织
该机构预算（2019年为1.9亿欧元）来自西班牙国防部以及来自行业合作的自有项目。截至2017年，INTA共有1500名员工，其中约80％是专门从事研发活动。 
该机构的主要领域是研發（如推进，材料，遥感等）以及认证和测试（如飞机，软件，计量学等）。